# Убийство китайского букмекера
«Убийство китайского букмекера» (англ. The Killing of a Chinese Bookie) — американский художественный фильм, поставленный режиссёром Джоном Кассаветисом и вышедший на экраны в 1976 году.

## Сюжет
Владелец стрип-клуба в престижном районе Лос-Анджелеса Козмо Вителли, ветеран корейской войны, часто проигрывает крупные суммы денег в азартные игры. В очередной раз он задолжал гангстерам. В счёт расплаты они предлагают ему убить китайского букмекера, который оказывается чуть ли не главарём всей китайской мафии в США. В случае отказа бандиты угрожают убить его. Сам Вителли не только владелец клуба: у него глубокие личные связи с каждым сотрудником — от стриптизерши и шоумэна «Мистера Изысканность» (англ. Mr. Sophistication) до официанток и барменов. Вителли на протяжении всего фильма стремится спасти не только свой клуб и своих сотрудников, ставших ему родными, но и себя, как личность. Ему приходится убить китайского «букмекера», но мафия не прекращает охоту за ним.

## В ролях
- Бен Газзара — Козмо Вителли
- Тимоти Кэри — Фло
- Сеймур Кэссел — Морт Вайл
- Морган Вудвард — босс
- Азизи Джохари — Рейчел
- Роберт Филлипс — Фил
- Вирджиния Каррингтон — мама Рейчел
- Мид Робертс — Мистер Изысканность
- Элис Фридланд — Шерри
- Донна Гордон — Марго Доннар

## Прокат
Несмотря на то что прокат был запланирован более чем в ста кинотеатрах, фильм не имел коммерческого успеха и удостоился в основном негативных отзывов критиков.
В 1978 году Кассаветис выпустил новую версию фильма, перемонтировав полностью многие эпизоды и сократив длительность со 135 до 108 минут. Тем не менее перевыпуск также не принёс коммерческого успеха.